# (30307) Marcelriesz
(30307) Marcelriesz ist ein Asteroid des Hauptgürtels, der am 2. Mai 2000 von dem italo-amerikanischen Astronomen Paul G. Comba am Prescott-Observatorium (IAU-Code 684) in Prescott, Arizona entdeckt wurde.
Der Asteroid wurde nach dem ungarischen Mathematiker Marcel Riesz (1886–1969) benannt, der auf dem Gebiet der Fraktionalen Infinitesimalrechnung arbeitete und wie sein älterer Bruder Frigyes Riesz wesentliche Beiträge zur Funktionalanalysis geleistet hat. Die Benennung des Asteroiden erfolgte am 27. April 2002.